# Àngel Rangel
Àngel Rangel Zaragoza (* 28. November 1982 in Sant Carles de la Ràpita) ist ein ehemaliger spanischer Fußballspieler. Als rechter Außenverteidiger begann er die Sportlerlaufbahn bei diversen spanischen Drittligisten, bevor ihn sein Landsmann Roberto Martínez als Trainer von Swansea City in die dritte englische Liga lockte. Von dort startete er eine „zweite Karriere“, die nach zwei Aufstiegen in der Premier League endete. Dazu gewann er mit den „Swans“ im Jahr 2013 den Ligapokal.

## Sportlicher Werdegang
Rangel wurde in der katalanischen Provinz Tarragona geboren und erlernte das Fußballspielen bei den heimischen Klubs UE Rapitenca und Gimnàstic de Tarragona. Ab 2001 betätigte er sich für CD Tortosa und CF Reus Deportiu, allesamt ebenfalls in Katalonien ansässig. In den drei Spielzeiten 2004/05 bis 2006/07 wechselten die Vereine jeweils vom FC Girona über UE Sant Adreu zum Terrassa FC, aber die Liga war mit der drittklassigen Segunda División B jeweils identisch. Im Sommer 2007 wagte er dann den Schritt auf die britische Insel zu Swansea City, das im englischen Profifußball ebenfalls in der dritthöchsten Liga angesiedelt war. Hintergrund war, dass hier sein spanischer Landsmann Roberto Martínez das Cheftraineramt innehatte und einen guten Überblick über Talente jenseits der höchsten spanischen Spielklasse verfügte. Dort hatte sich Rangel als offensiver Außenverteidiger einen Namen gemacht, aber Martínez konnte den 24-Jährigen von diesem „Abenteuer außerhalb der Komfortzone“ überzeugen (nach Guillem Bauzà aus der zweiten Mannschaft von Espanyol Barcelona).
Auf Anhieb war Rangel ein maßgeblicher Faktor dafür, dass Swansea als Meister der Drittligasaison 2007/08 der Aufstieg gelang, womit eine 24-jährige Abwesenheit aus der zweiten Liga endete. Er absolvierte 43 von 46 Meisterschaftsspielen und wurde an der Seite seiner Mannschaftskameraden Ferrie Bodde, Garry Monk, Andy Robinson und Torschützenkönig Jason Scotland in die Mannschaft des Jahres (PFA Team of the Year) gewählt. Schnell wurde sein ursprünglich bis Mitte 2009 laufender Vertrag im September 2008 um ein weiteres Jahr verlängert und im Verlauf der anschließenden sportlichen Entwicklung, die den Verein mit Rangel als fester Größe auf der rechten Abwehrseite in die Playoffs zum Aufstieg in die Premier League führte, folgte im Februar 2010 eine weitere Vertragsverlängerung bis Juni 2011. In der Spielzeit 2010/11 gelang Rangel mit Swansea der erstmalige Aufstieg in die Premier League, nachdem im Playoff-Finale der FC Reading mit 4:2 besiegt worden war. Trotz einer zwischenzeitlichen Oberschenkelverletzung, die Rangel sechs Wochen außer Gefecht gesetzt hatte, war auch sein Beitrag zu diesem Erfolg nicht unerheblich und im Juni 2011 unterschrieb er einen neuen Dreijahresvertrag.

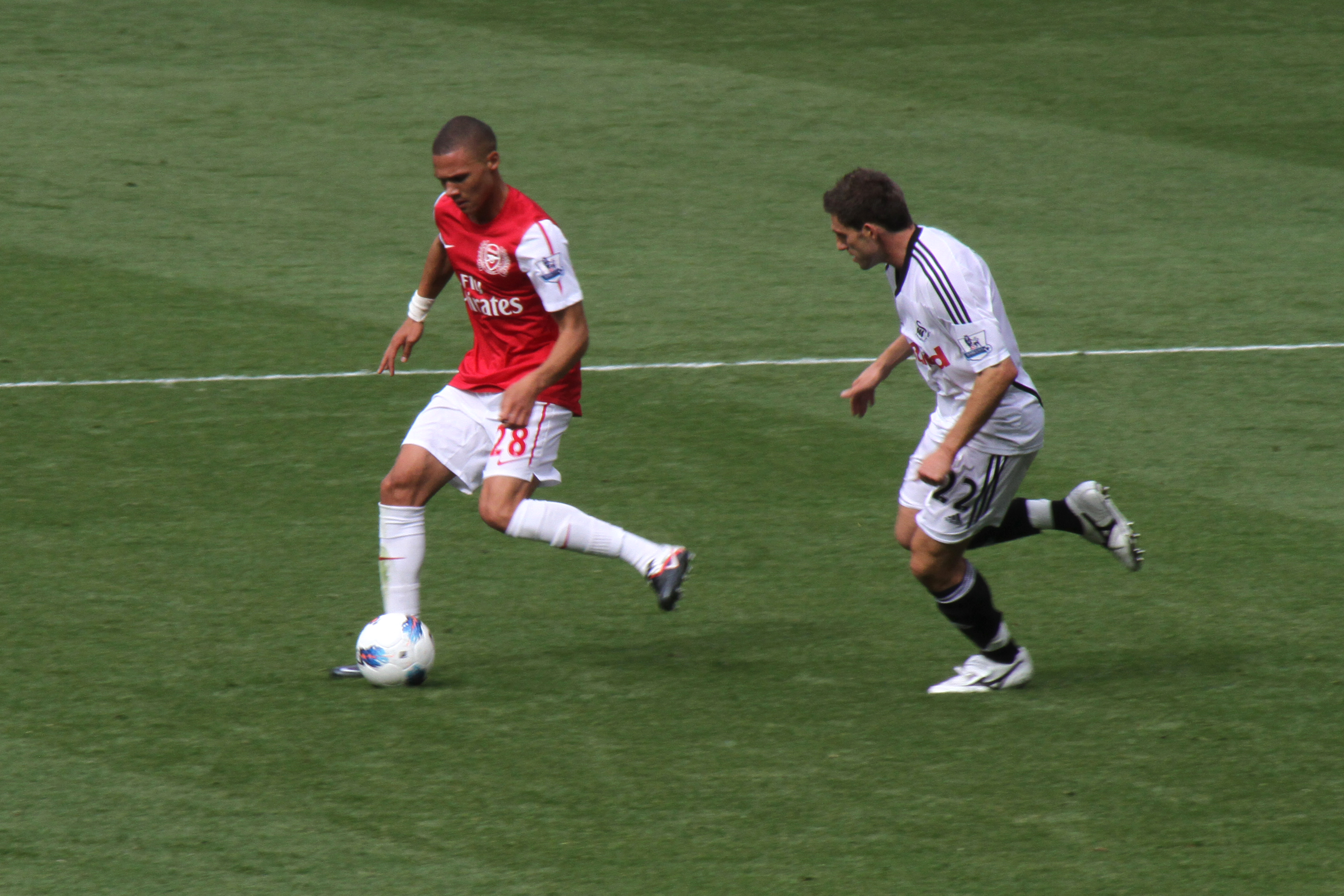
Rangel im Duell mit Kieran Gibbs vom FC Arsenal im September 2011.

Swansea belegte in der Premier-League-Saison 2011/12 als Aufsteiger einen gesicherten Mittelplatz, wobei Rangel 34 von 38 Ligapartien bestritt. Zu Beginn der folgenden Spielzeit 2012/13 schoss Rangel beim 3:0-Heimsieg gegen West Ham United sein erstes Tor in einer national höchsten Spielklasse und aufgrund seiner beständig guten Leistungen wurde sein Kontrakt im März 2013 ein weiteres Mal bis 2016 verlängert. Im Monat zuvor hatte Rangel den englischen Ligapokal gewonnen und in der Finalelf gestanden, die Bradford City deutlich mit 5:0 besiegt hatte. Nach weiteren Jahren als Premier-League-Akteur wurde Rangel im November 2017 Nachfolger von Leon Britton als Kapitän, dann jedoch nach dem Ende der Saison 2017/18 von seinem langjährigen Klub freigestellt. Insgesamt hatte Rangel für Swansea 374 Pflichtspiele bestritten und im Jahr 2012 war seine Berufung in die walisische Nationalmannschaft diskutiert worden. Die Idee wurde wieder verworfen, nachdem er sich gemäß der FIFA-Regeln als nicht für Wales spielberechtigt erwiesen hatte.
Mit dem Zweitligisten Queens Park Rangers fand sich im August 2018 ein neuer Arbeitgeber. In zwei Jahren bestritt Rangel 41 Pflichtspiele für „QPR“ und verabschiedete sich im August 2020 wieder von dem Verein. Seine Verletzung an der Achillessehne, die er sich gegen Ende der Saison 2019/20 gegen Luton Town zugezogen hatte, ließ er dort jedoch weiter behandeln, bevor er im Alter von mittlerweile 38 Jahren im April 2021 das Ende seiner aktiven Laufbahn verkündete.

## Titel/Auszeichnungen
- Englischer Ligapokal (1): 2013
- PFA Team of the Year (1): Saison 2007/08 (3. Liga)